# Åndedrættet og stemmen
Åndedrættet og stemmen er en dansk dokumentarfilm fra 1977 instrueret af Lone Rørbech efter eget manuskript.

## Handling
At være en god taler eller en god sanger kræver et godt åndedræt. Dokumentaren fortæller videnskabeligt og pædagogisk om åndedrættets og mavens betydning for stemmen.